# Número primo de Chen
Un número primo p se llama primo de Chen si p + 2 es un primo o un producto de dos primos (también llamado semiprimo). El número par 2p + 2 por lo tanto satisface el teorema de Chen.
Los números primos de Chen llevan el nombre de Chen Jingrun, quien demostró en 1966 que hay infinitos de ellos. Este resultado también se derivaría de la validez de la conjetura de los primos gemelos, ya que el miembro inferior de un par de primos gemelos es, por definición, un primo de Chen.

## Ejemplos
Los primeros primos de Chen son:
2, 3, 5, 7, 11, 13, 17, 19, 23, 29, 31, 37, 41, 47, 53, 59, 67, 71, 83, 89, 101, … (sucesión A109611 en OEIS).
Los primeros primos de Chen que no son el miembro inferior de una pareja de primos gemelos son:
2, 7, 13, 19, 23, 31, 37, 47, 53, 67, 83, 89, 109, 113, 127, ... (sucesión A063637 en OEIS).
Los primeros primos que no son de Chen figuran a continuación:
43, 61, 73, 79, 97, 103, 151, 163, 173, 193, 223, 229, 241, … (sucesión A102540 en OEIS).
Todos los primos supersingulares son primos de Chen.
Rudolf Ondrejka descubrió el siguiente cuadrado mágico de 3×3 con nueve primos de Chen:
| 17  | 89 | 71  |
| 113 | 59 | 5   |
| 47  | 29 | 101 |

A marzo de 2018, el primo de Chen más grande conocido es 2996863034895 × 21290000 − 1, con 388.342 dígitos decimales.
La suma de los recíprocos de los primos de Chen converge.

## Otros resultados
Chen también probó la siguiente generalización: para cualquier número entero par h, existen infinitos números primos p tales que p + h es un primo o un número semiprimo.
Green y Tao demostraron que los números primos de Chen contienen infinitas secuencias en progresión aritmética de longitud 3. Binbin Zhou generalizó este resultado mostrando que los números primos de Chen contienen progresiones aritméticas arbitrariamente largas.